# Краснокамский монетный двор
Краснока́мский моне́тный двор (в 1941—1949) — временный монетный двор, специализировавшийся на изготовлении орденов, медалей и монет.

## История
В августе 1941 года, в связи с начавшейся Великой Отечественной войной, основная часть оборудования Ленинградского монетного двора была эвакуирована в город Краснокамск Молотовской области (ныне — Пермский край). Краснокамский монетный двор расположился в помещениях бумажной фабрики «Гознак». В связи с блокадой Ленинграда и вступлением многих рабочих и служащих Ленинградского монетного двора в отряды народного ополчения, на создаваемый Краснокамский монетный двор было откомандировано всего около сорока квалифицированных работников, которые в октябре 1941 года запустили его в эксплуатацию (выпускались ордена, медали СССР и монеты). Краснокамский монетный двор по своей производственной мощности не удовлетворял возросшую потребность в орденах и медалях, а возможностей для его расширения не было, поэтому Совет Народных Комиссаров СССР поручил Наркомфину СССР создать Монетный двор в Москве, которому были выделены производственные помещения на территории Московской печатной фабрики «Гознак».

## Продукция

### Ордена СССР
- Орден Ленина[2]
- Орден Красного Знамени[3]
- Орден Красной Звезды[4]
- Орден Отечественной войны[5]
- Орден Славы III степени[6]
- Орден Ушакова[7]

### Медали СССР
- Медаль «За оборону Ленинграда»[1][8]
- Медаль «За оборону Одессы»[8]
- Медаль «За оборону Севастополя»[8]
- Медаль «За оборону Сталинграда»[8]
- Медаль «За победу над Германией в Великой Отечественной войне 1941—1945 гг.»[9]
- Медаль «За доблестный труд в Великой Отечественной войне 1941—1945 гг.»[9]

### Монеты СССР
Монеты СССР в 1942—1943 годах выпускались исключительно на Краснокамском монетном дворе. В 1944 году возобновил производство Ленинградский монетный двор, а в 1946 выпуск монет на монетном дворе в Краснокамске прекратился.